# Greetsiel
Greetsiel is een kleine havenplaats in de Duitse deelstaat Nedersaksen. Het valt bestuurlijk onder de gemeente Krummhörn, gelegen in de Landkreis Aurich in Oost-Friesland.
Greetsiel ligt aan de Leybocht. Het heeft een schilderachtig dorpsgezicht en is met afstand de meest toeristische plaats in Krummhörn. Behalve van het toerisme leeft Greetsiel van de garnalenvisserij.

## Geschiedenis
De eerste schriftelijke aanduidingen van Greetsiel zijn te vinden in brieven uit het jaar 1388. Schepen uit Hamburg lagen toen in de haven van Greetsiel voor anker en moesten tol betalen.
De plaats werd vanuit het domein Appingen gesticht door de Cirksena's, een Oost-Fries geslacht van hoofdelingen. Toen Appingen meer en meer aan betekenis inboette werd Greetsiel de zetel van de hoofdelingen.
Graaf Edzard I van Oost-Friesland werd in 1462 in de borg van de Cirksena's geboren. Onder zijn heerschappij zou Oost-Friesland zich uitstrekken van de Wezer tot aan Groningen.
Op oude Nederlandse kaarten is de plaats ingetekend als Grietjezijl of Grietzijl. Een zijl is een spuisluis (vgl. bv. Delfzijl en Termunterzijl in Groningen).
Tot 1972 was Greetsiel een zelfstandige gemeente. Daarna werd het ingedeeld bij de gemeente Krummhörn.

## Verkeer
De afstand tot de nabijgelegen steden Emden en Norden bedraagt 15 à 20 km, afhankelijk van de weg die men neemt. Van 1906 tot 1963 heeft er een metersporige spoorwegverbinding met Pewsum en Emden bestaan. Thans verzorgen bussen van de Weser-Ems-Bus de verbindingen met deze plaatsen en met Norden. Voor kleinere vaartuigen is Emden ook via kanalen te bereiken. Ook kan men met een rondvaartboot een tochtje door de plaats en omgeving maken.

## Galerij

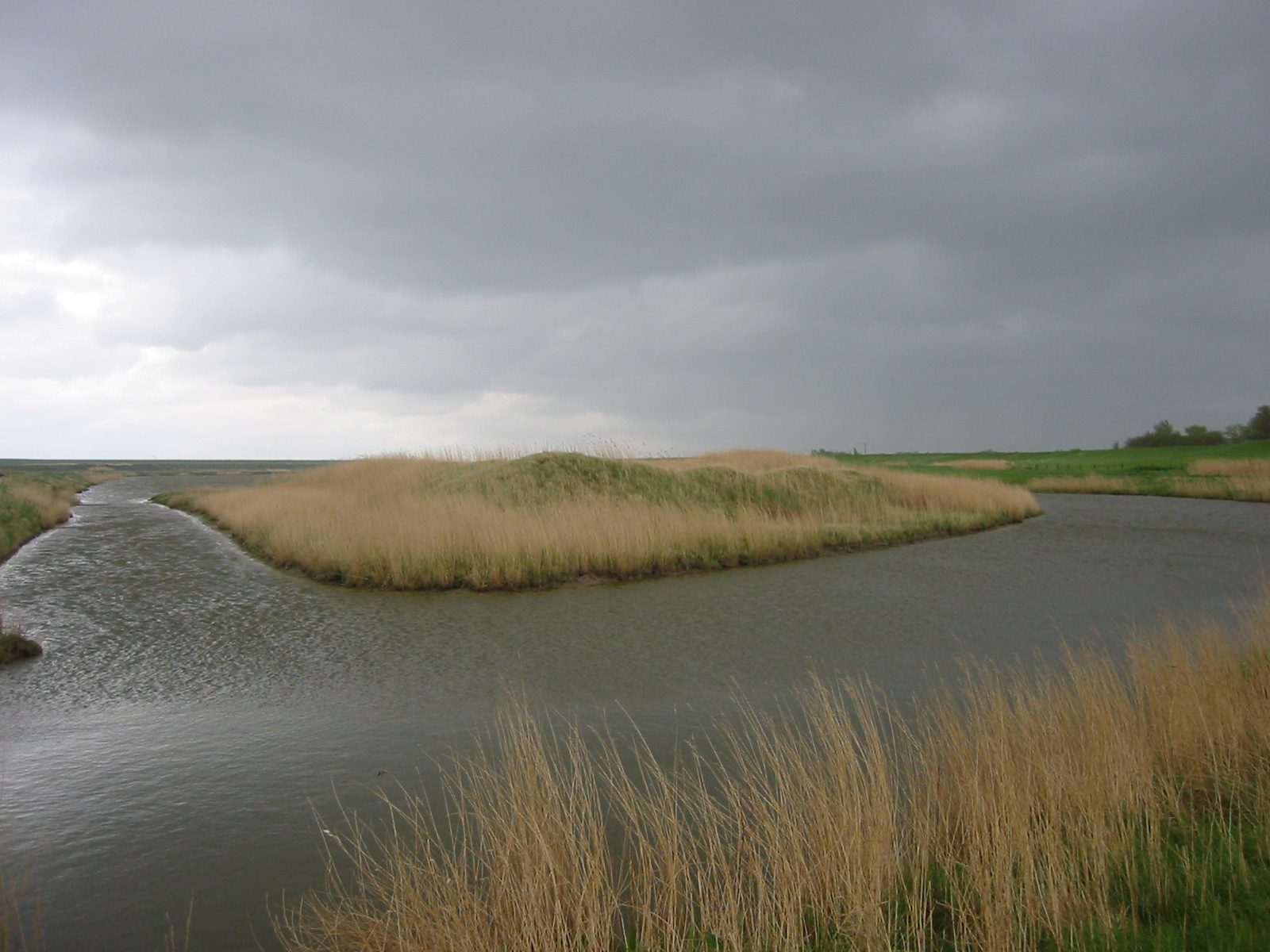
Ten noorden van Greetsiel
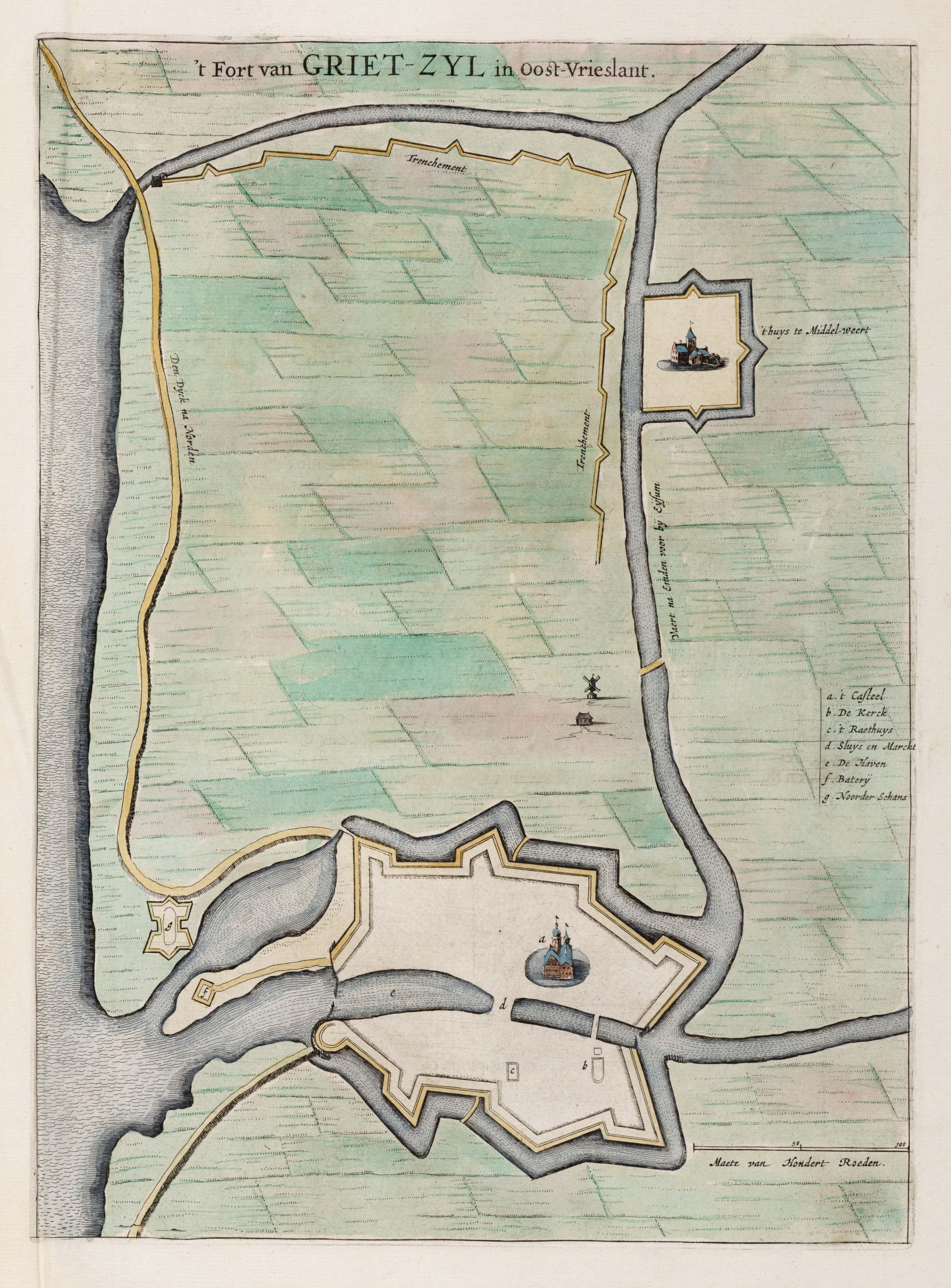
Afbeelding van het versterkte Greetsiel uit de 17e eeuw (J.Blaeu).
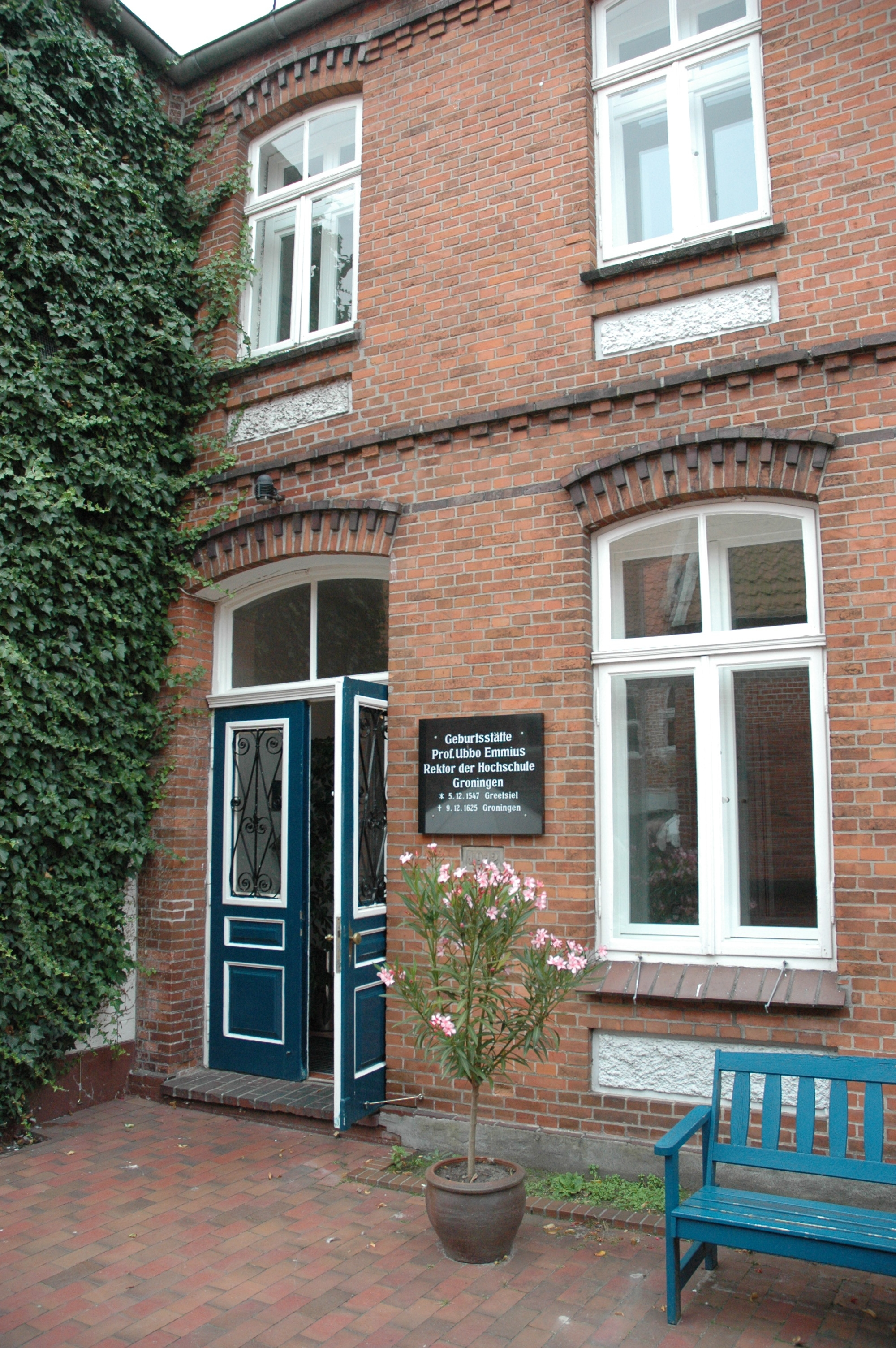
Geboorteplek van Ubbo Emmius
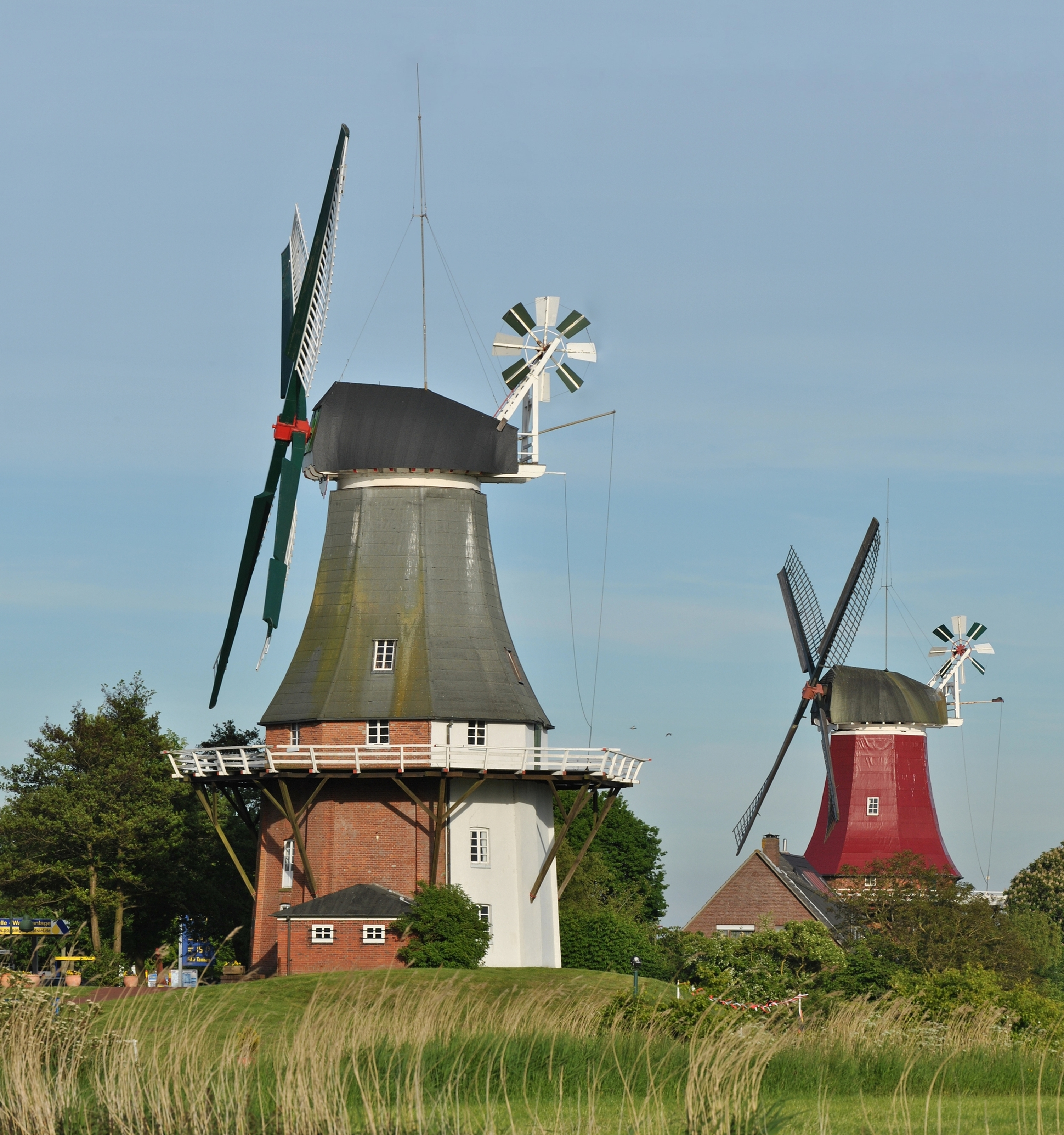
De Greetsielse Tweelingsmolens
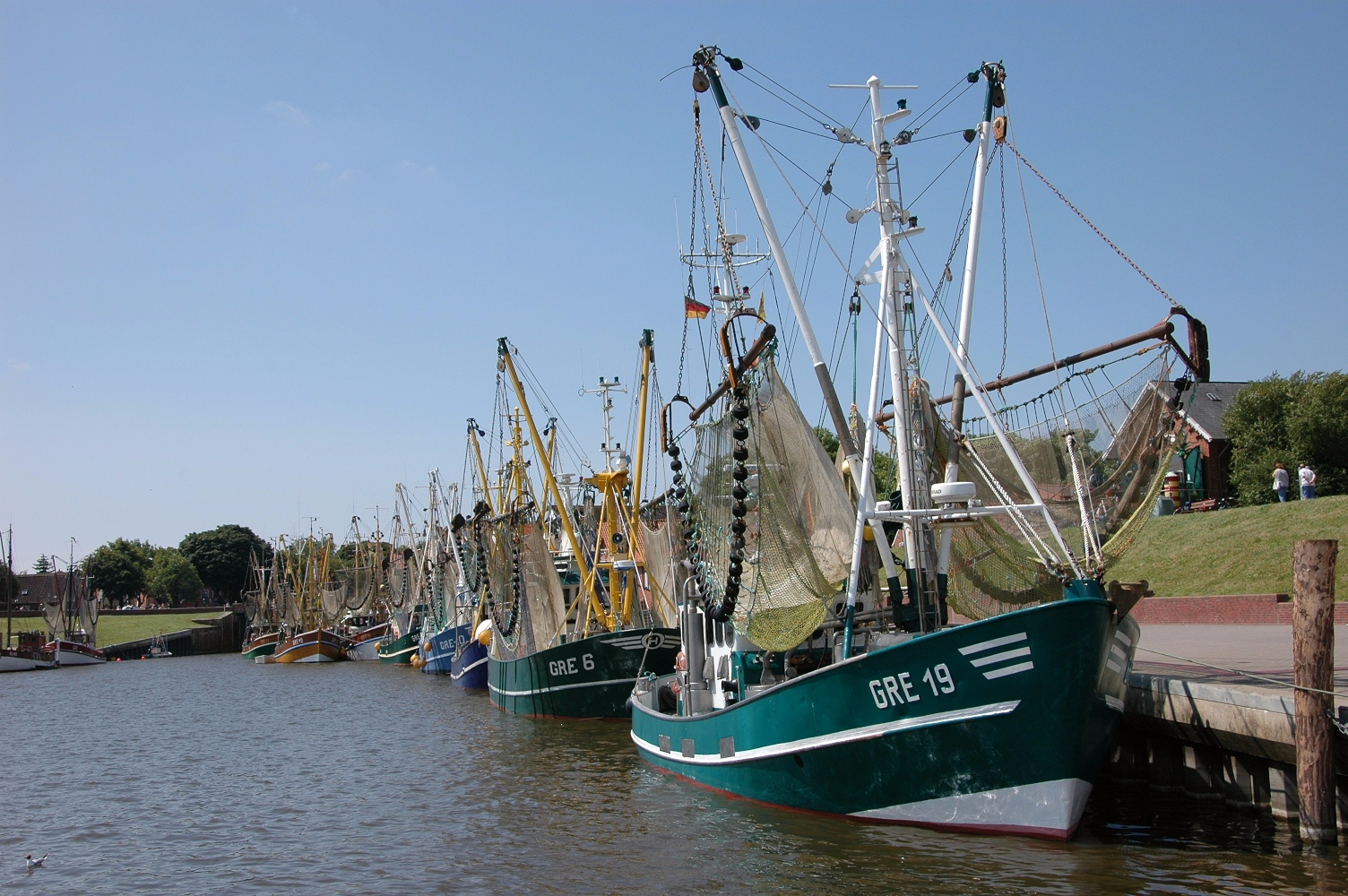
Garnalenkotters in de haven van Greetsiel
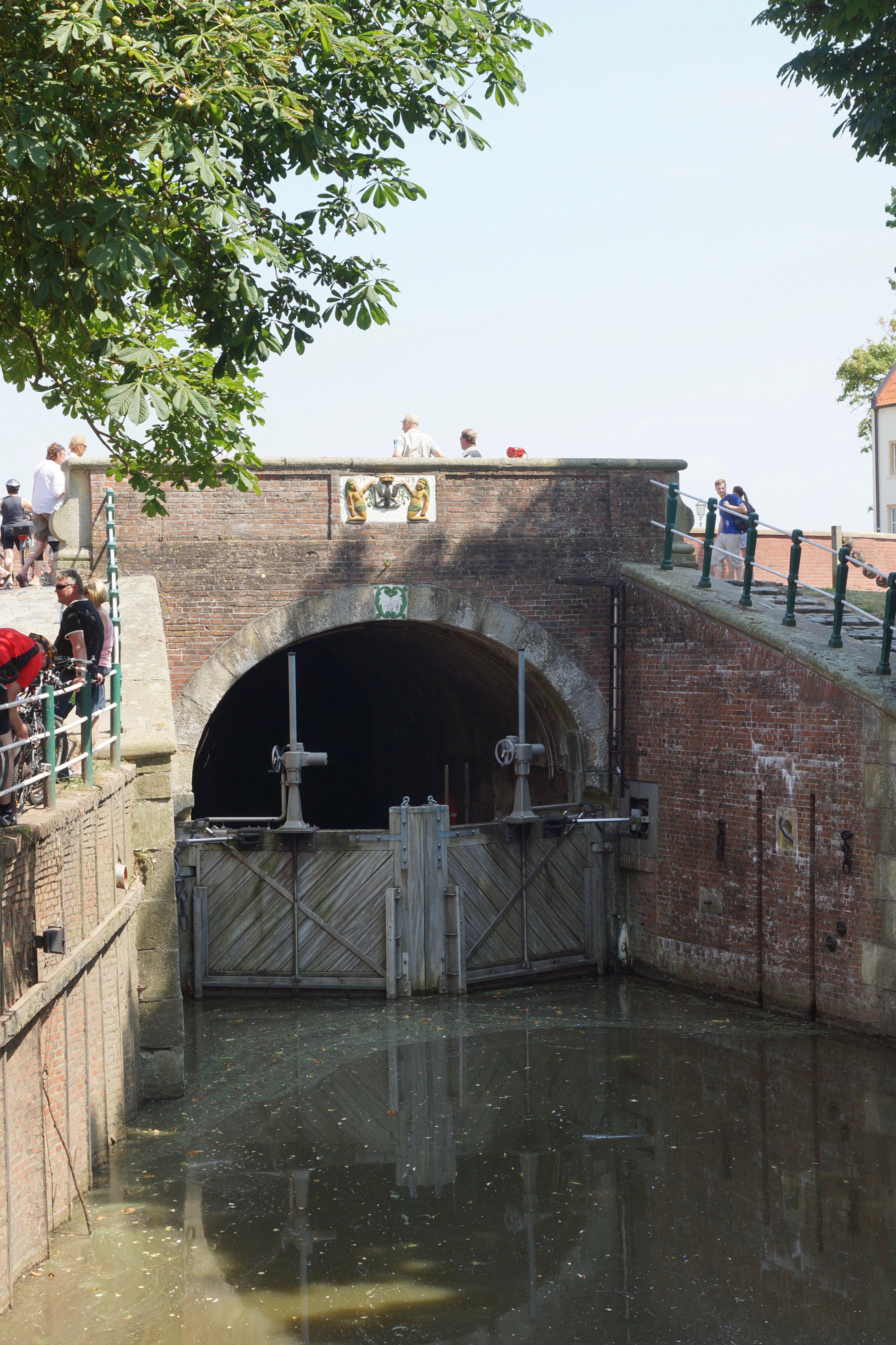
De oude spuisluis

## Geboren
- Edzard Cirksena (1461-1528), graaf van Oost-Friesland.
- Ubbo Emmius (1547–1625), theoloog, historicus, pedagoog en eerste rector magnificus van de Rijksuniversiteit Groningen.